# Związek Autorów i Producentów Audiowizualnych
Związek Autorów i Producentów Audiowizualnych (ZAPA) powstał w 1995 r. jako wyodrębniona w ramach Stowarzyszenia Filmowców Polskich jednostka organizacyjna do spraw zbiorowego zarządu prawami autorskimi i pokrewnymi. ZAPA działa w oparciu o zezwolenie Ministerstwa Kultury i  Dziedzictwa Narodowego.
Podstawowym celem organizacji jest ochrona praw wynikających z eksploatacji utworów audiowizualnych. Innymi słowy, za pośrednictwem ZAPA twórcy otrzymują tantiemy, które należą im się jako właścicielom autorskich praw majątkowych. ZAPA reprezentuje reżyserów, scenarzystów, operatorów obrazu, scenografów, operatorów dźwięku, montażystów, kostiumografów oraz producentów dzieł audiowizualnych.
Fundamentalnym elementem aktywności SFP – ZAPA jest właściwa identyfikacja dzieł audiowizualnych, pozwalająca na szybkie wypłaty należnych autorom i producentom tantiem, a także wspieranie walki z piractwem w  obrocie utworami filmowymi.
SFP – ZAPA współpracuje z licznymi organizacjami krajowymi i międzynarodowymi. W Polsce działa w porozumieniu z podobnymi organizacjami zbiorowego zarządzania prawami autorskimi i pokrewnymi, m.in. z  ZAiKS, ZPAV, ZASP. Ma podpisane umowy z najważniejszymi międzynarodowymi organizacjami zajmującymi się ochroną dzieł audiowizualnych np.: AGICOA, CISAC oraz ISAN-IA. Do największych sukcesów ZAPA należy podpisanie w ciągu ostatnich kilku lat kilkudziesięciu umów z organizacjami zbiorowego zarządu w innych krajach (m.in. z SACD we Francji, China Film Association, The Directors Guild of Japan, SIAE we Włoszech, VG Wort i Bild Kunst w Niemczech) oraz z wielkimi studiami i gildiami amerykańskimi (m.in. 20th Century Fox, Paramount, Warner Bros, Walt Disney, Universal Studios, Sony, Columbia). Za pośrednictwem tych organizacji ZAPA przekazuje twórcom filmowym na  całym świecie tantiemy należne im z tytułu eksploatacji ich dzieł na terenie Polski.
W chwili obecnej w Polsce SFP – ZAPA reprezentuje ponad 1400 twórców oraz ponad 100 producentów.
Od 2007 r. SFP-ZAPA wprowadza ISAN (International Standard Audiovisual Number), nieobowiązkowy systemem numeracji przeznaczony do identyfikacji utworów audiowizualnych. Numer ISAN to stały, uznawany międzynarodowo numer dla każdego utworu. Dzięki ISAN, utwory są identyfikowane niezależnie od tego, kiedy zostały wyprodukowane i na jakim nośniku są rozpowszechniane.
W 13 kwietnia 2016 r. w Brukseli na Walnym Zgromadzeniu Society of Audiovisual Authors (SAA) SFP-ZAPA zostało powtórnie wybrane do Zarządu (Board of Directors) tej organizacji, otrzymując największą liczbę głosów.